# Davy Gysbrechts
Davy Gysbrechts (Heusden, 20 september 1972) is een voormalig Belgisch voetballer. Gysbrechts was een verdediger.

## Carrière
Gysbrechts startte z'n profcarrière bij KV Mechelen. Via Lokeren belandde hij in 1999 bij Sheffield United. In 2002 keerde hij terug naar België om voor KVK Beringen te spelen.
Gysbrechts werd in 1996 opgeroepen bij de nationale ploeg, maar speelde nooit een interland.